# Brandýs nad Labem
Brandýs nad Labem (lidově Brandejs, německy Brandeis an der Elbe, hebrejsky/jidiš בראנדייס Brandajís) je bývalé samostatné město v okrese Praha-východ, od 1. července 1960 jedna z částí souměstí Brandýs nad Labem-Stará Boleslav. Historické jádro města je od roku 1992 městskou památkovou zónou. Město se nachází na vyvýšené terase nad řekou Labe, v níž Vinořský potok, vlévající se zde do řeky, vymodeloval hlubokou rokli se strmými srázy.

## Historie

### Nejstarší dějiny

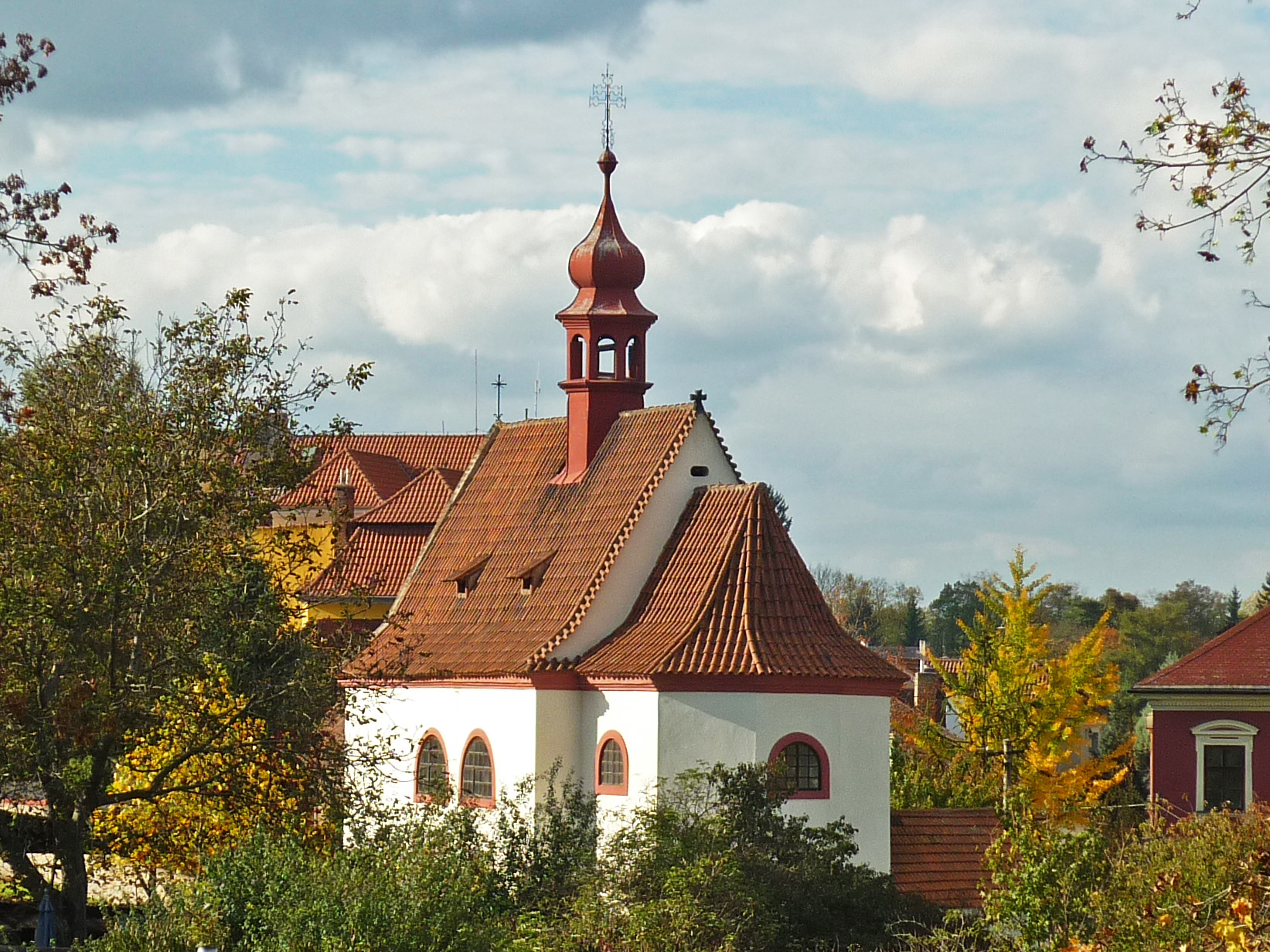
Kostel svatého Petra

Zdejší přechod řeky byl významný již od raného středověku, procházela tudy významná zemská cesta z Prahy směrem na sever. Starší než samotný Brandýs byla jižně ležící ves Hrádek, kde se také nacházely dva kostely. Ta patřila kolegiátní kapitule v Sadské (později u sv. Apolináře v Praze), která měla také podací právo k farnímu kostelu sv. Petra. Po husitských válkách se dostává do majetku brandýských pánů a roku 1559 byl sloučen s Brandýsem.
Samotné městečko Brandýs bylo vysazeno někdy na přelomu 13. a 14. století pány z Michalovic, kteří drželi jak část nedaleké Staré Boleslavi, tak Boleslav Mladou. První písemná zmínka o něm pochází z roku 1304, kdy se zmiňuje trhová ves Brandýs s mostem a kostelem. U ní zřídili v místech dnešního zámku majitelé panství tvrz, pokud tato již nestála. V 2. polovině 14. století zde bylo zřízeno děkanství. Během husitských válek město dobyli a dočasně ovládali celou oblast pražané.
V letech 1468–1483 držel panství Jan Tovačovský z Cimburka, který sem přemístil správní centrum panství a k tomuto účelu také přestavěl tvrz na reprezentativnější sídlo. Skrze jeho manželku Johanku z Krajku, provdanou podruhé za Jana ze Šelmberka, která dala městu některé výsady, od krále Vladislava Jagelonského obdržela pro město roku 1503 znak a pokračovala v přestavbě tvrze v pozdně gotickém slohu, přešlo panství na původně rakouský rod Krajířů z Krajku. Ve zvelebování sídla pak pokračoval její syn, stejně jako ona horlivý přívrženec jednoty bratrské Konrád Krajíř z Krajku, jemuž však bylo panství za účast na povstání proti císaři Ferdinandovi I. roku 1547 zkonfiskováno. Panství i město se od této doby stává majetkem královským a příležitostným venkovským rezidenčním sídlem panovníků.

### Rudolfinská doba

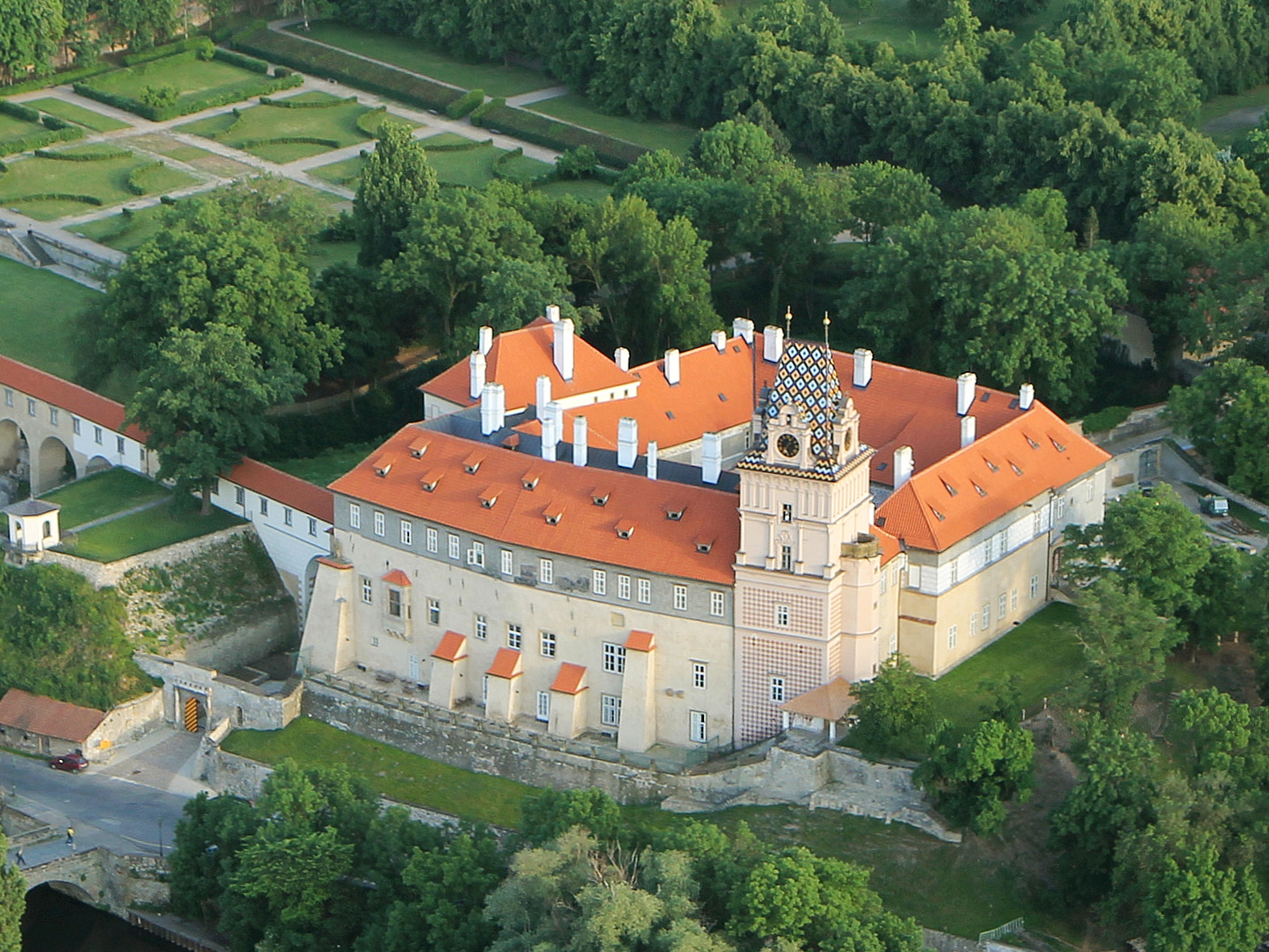
Brandýský zámek z ptačí perspektivy

Období značného rozkvětu a slávy zažíval Brandýs za císaře Rudolfa II., který zde často pobýval. Ten také 5. října 1581 povýšil Brandýs na královské komorní město. Císař si dal přestavět zdejší zámek a upravit terasovitou zahradu v italském stylu, jak navrhl jeho komorní architekt Giovanni Maria Filippi. Již roku 1508 obdrželo město budovu na náměstí pro sklad soli, v níž byla záhy zřízena radnice a přistavěna věž. Budova prošla mnoha úpravami (1742, 1839), na počátku 20. století přestavěna do secesní podoby a roku 2009 obdržela novou přístavbu. Novodobá freska na průčelí zpodobuje akt povýšení města Rudolfem II. Původní jednoocasý lev ve znaku města (asi pánů z Michalovic) byl již roku 1670 nahrazen českým dvouocasým lvem.

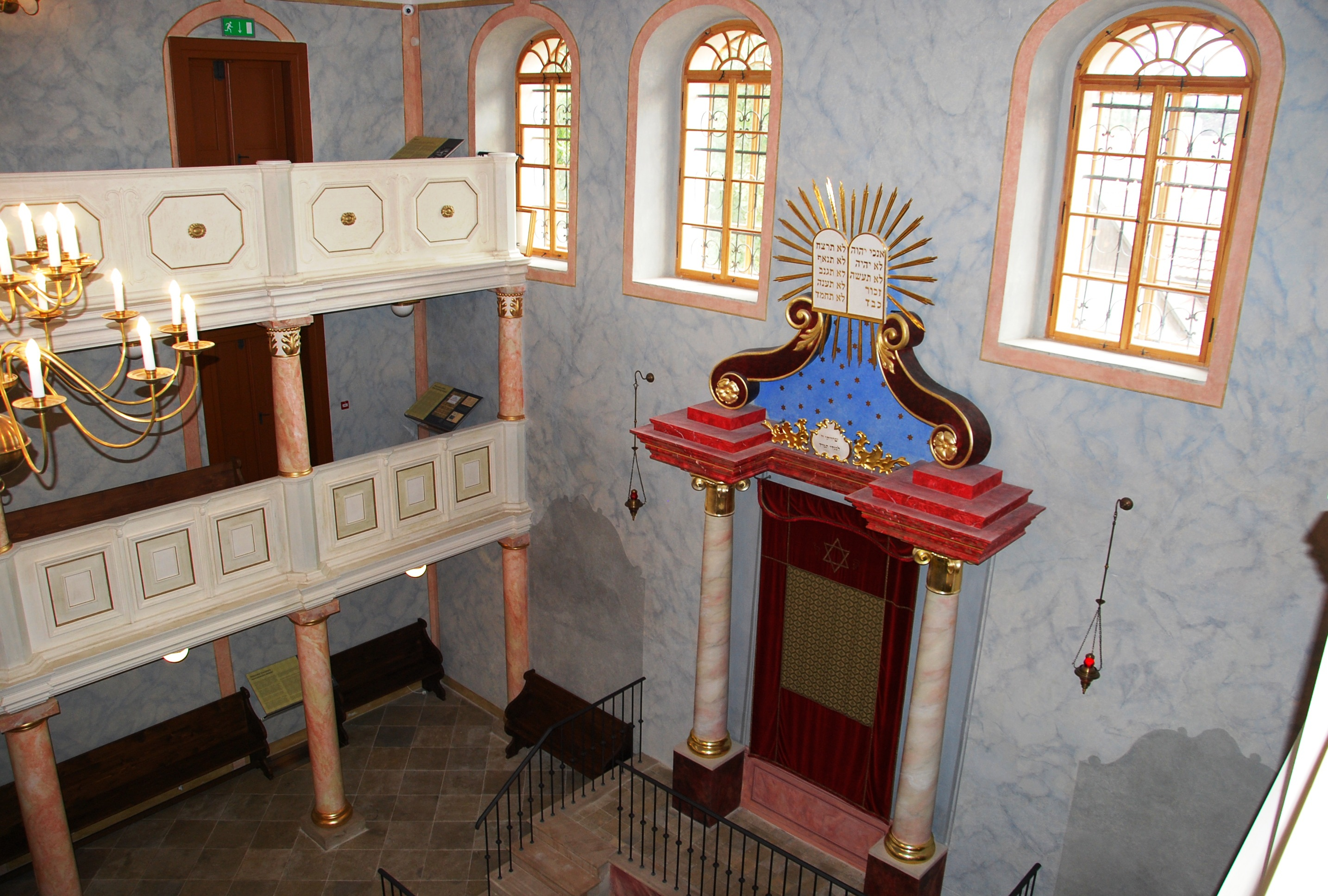
Interiér bývalé synagogy

Od 1. poloviny 16. století sídlila ve městě také významná židovská obec, vzrůstající až do 19. století, kdy tvořila 6 % obyvatel. V ulici Na Potoce se nachází synagoga z roku 1829. Byla postavena na místě starších synagog zničených požárem (první synagoga je ve městě doložena roku 1515, druhá synagoga byla postavena po roce 1657 a třetí po požáru roku 1787). V současné době je přístupna veřejnosti. Zdejší židovský hřbitov patří k nejstarším v Česku. Je zde pochována například manželka Jákova Baševiho, císařského a posléze i valdštejnského pokladníka, jednoho z prvních Židů v Evropě povýšených do panského stavu. Z Brandýsa pochází aškenázské příjmení Brandeis – jmenoval se tak například soudce nejvyššího soudu USA Lewis Brandeis; v Massachusetts je po něm pojmenována univerzita.  
Městu se nevyhnuly ani válečné útrapy a požáry. Nejtěžší zkouškou byla třicetiletá válka, kdy byl zámek obsazen Sasy i Švédy a město bylo pustošeno.
Roku 1813 se na brandýském zámku sešli tři panovníci: rakouský císař František I., pruský král Fridrich Vilém III. a ruský car Alexandr I., aby zde naplánovali taktiku postupu proti Napoleonovi. Od poloviny 18. století vznikaly ve městě manufaktury a továrny a spolu s nimi se rozvíjely i komunikace. Roku 1828 postihl Brandýs historicky největší požár, při němž shořela valná část domů včetně židovské synagogy. Koncem 19. století byla zprovozněna železnice z Čelákovic do Neratovic (trať č. 074) a z Lysé nad Labem do Ústí nad Labem (trať č. 072). Na sklonku století zde postupně vyrostla továrna na výrobu hospodářských strojů Františka Melichara, která se stala jednou z největších svého druhu v Evropě.

Archiválie ze sbírek Státního okresního archivu Praha-venkov
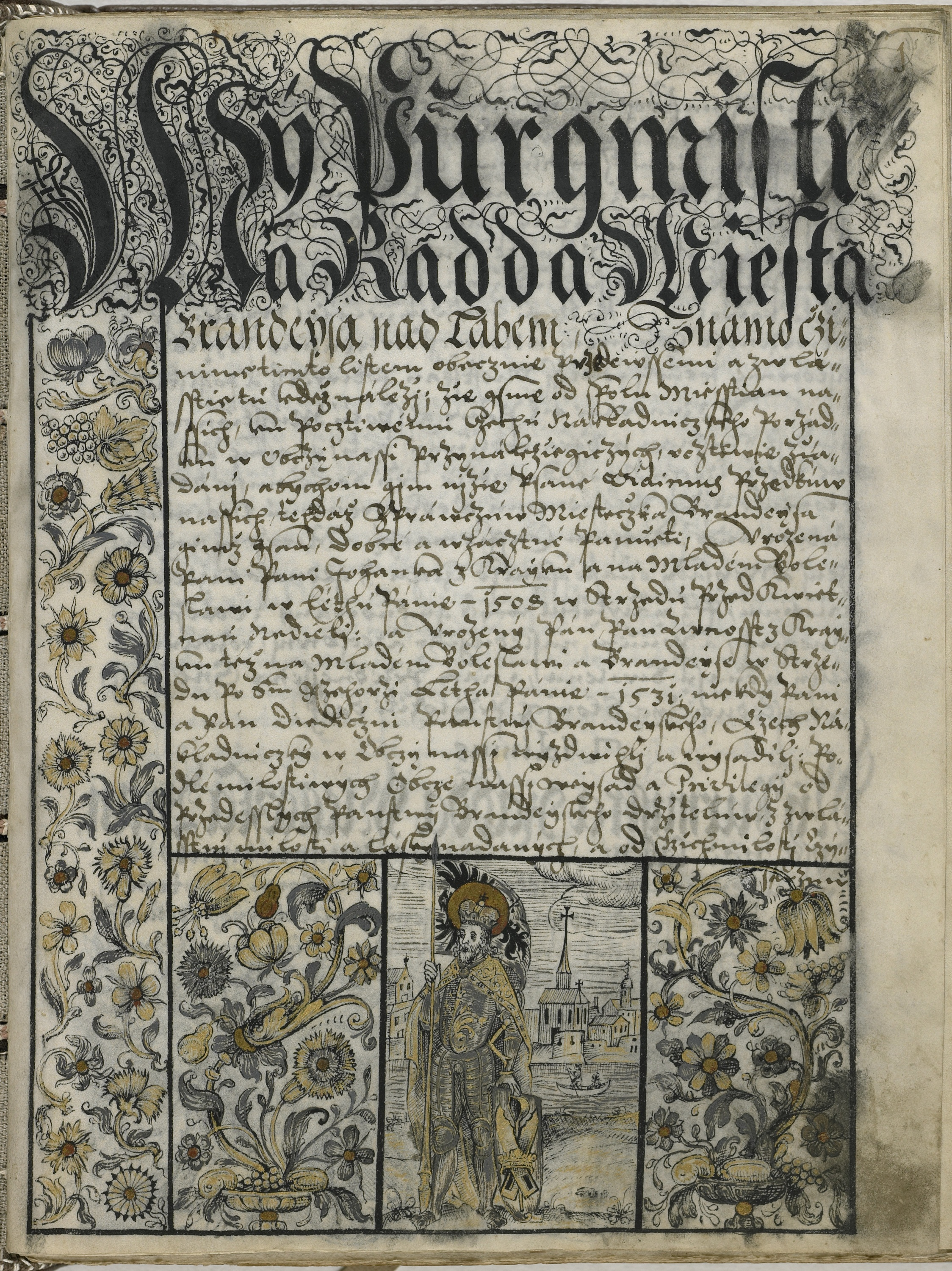
Tzv. vidimus cechovních artikulí s vyobrazením sv. Václava, patrona cechu, z roku 1561.
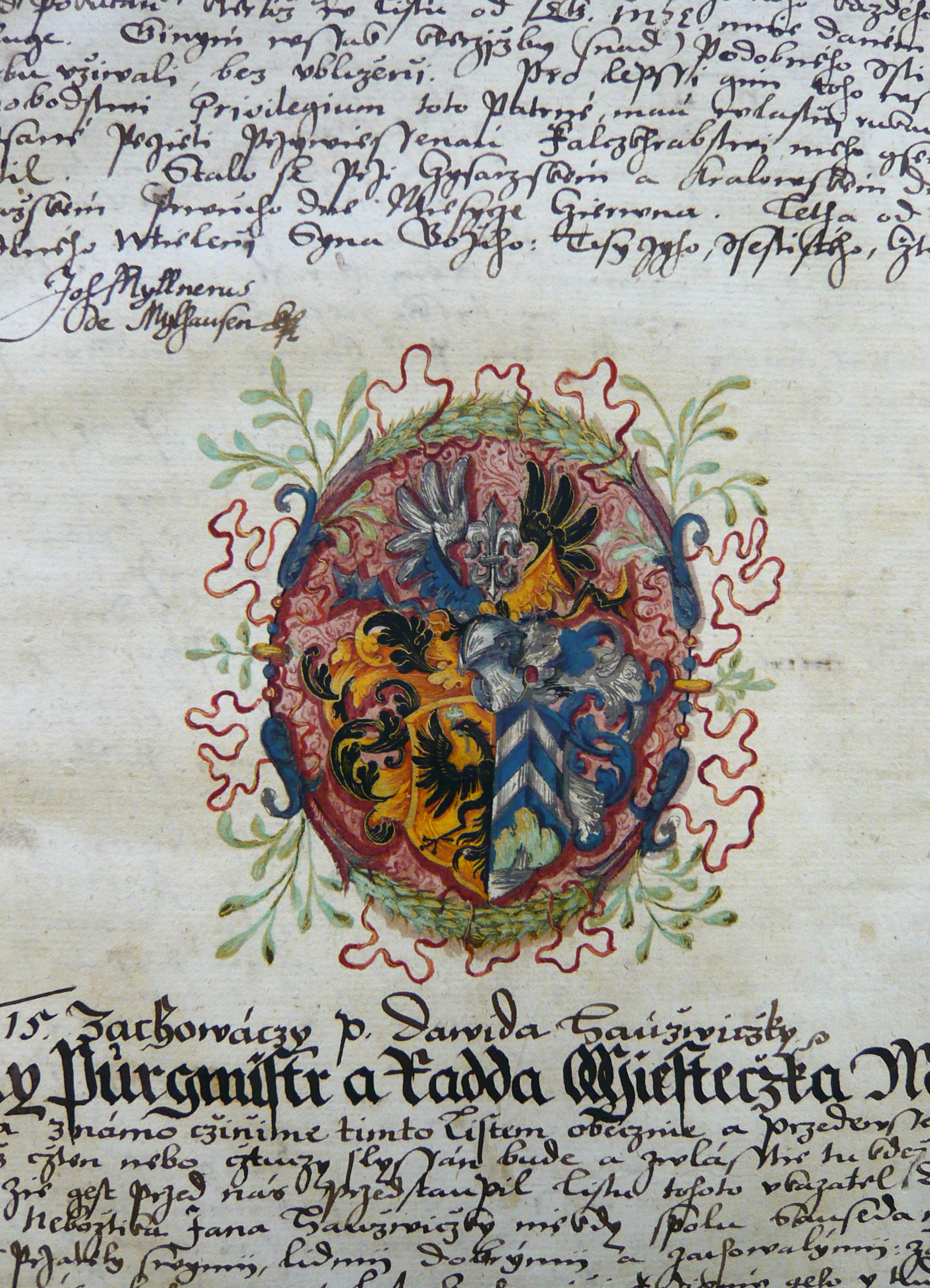
Erb brandýských měšťanů Davida staršího Houžvičky a Matouše Šiblína ze Světice 1604.
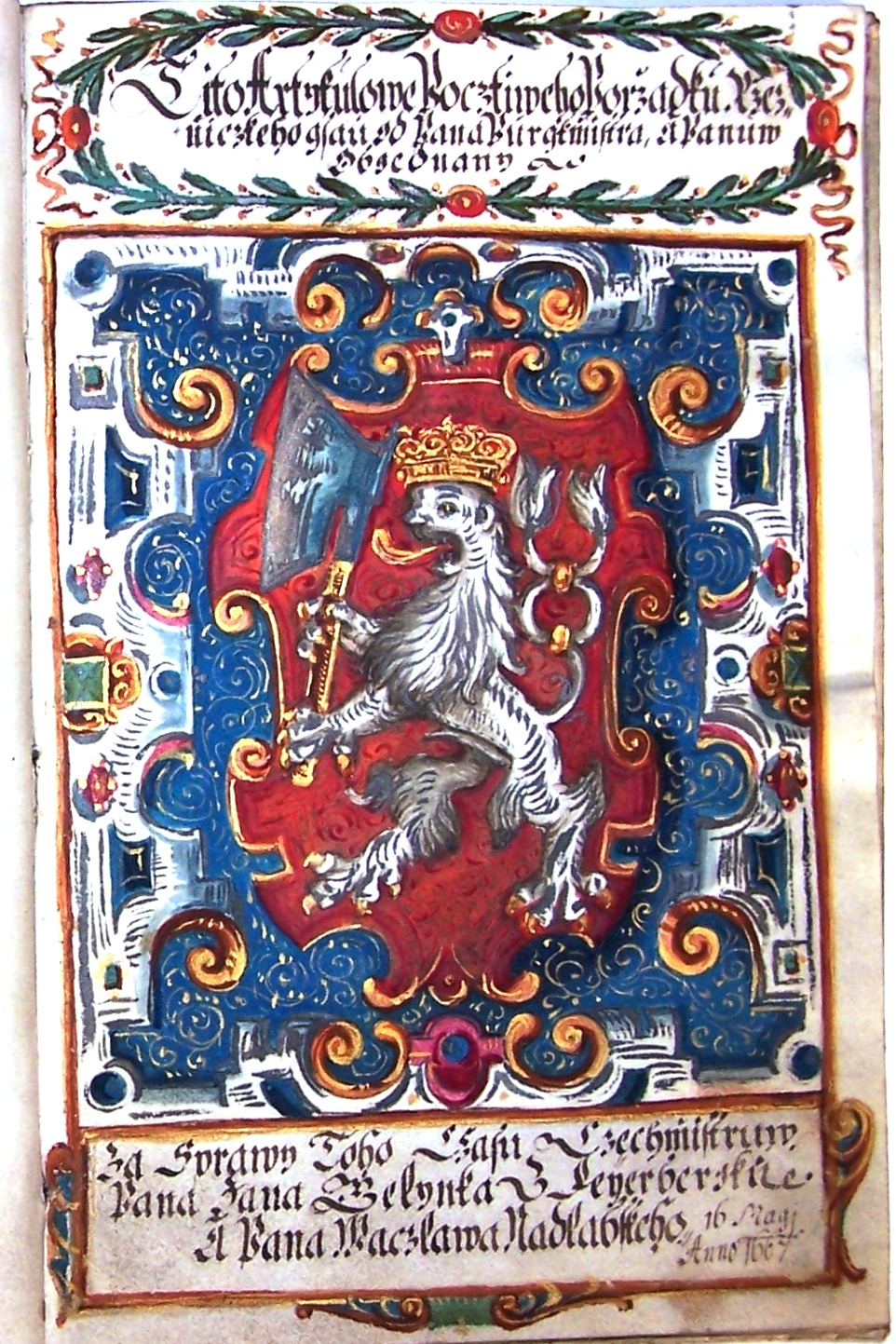
Titulní list artikulí cechu řezníků v Brandýse nad Labem z roku 1667.

### 20. století a současnost
V Brandýse nad Labem vykonával vojenskou službu také poslední rakouský císař a český král Karel I., jenž si místo oblíbil a po svém nástupu na trůn brandýský zámek koupil. Od roku 2002 se na zámku každoročně koná veřejná akce s názvem „Audience u císaře Karla I.“, při níž je možno se setkat s mnoha osobnostmi z oblasti historie, kultury, politiky, vojenství apod. V roce 2013 byl hostem Audience také Karel Habsbursko-Lotrinský, vnuk císaře Karla I. se svými dcerami.
4. dubna 1919 soukromě navštívil Brandýs nad Labem prezident Tomáš Garrigue Masaryk (při prohlídce zámku jako alternativy k Lánům), 22. června 1920 (při návratu z vojenských manévrů v Milovicích), 1. srpna 1920 (poklepal na základní kámen Mařatkova pomníku Památníku národního odboje), 4. května 1923 při setkání se starosty regionu a poprvé oficiálně 20. srpna 1926 k projednání záležitostí města a okresu. Čestným občanem města Brandýs nad Labem byl prezident Masaryk prohlášen 4. března 1935.
Po druhé světové válce byla k městu připojena obec Vrábí.
| Rok      | 1713 | 1843  | 1921  | 1931  | 1947  | 1950  | 1991   |
| -------- | ---- | ----- | ----- | ----- | ----- | ----- | ------ |
| Obyvatel | 761  | 2 416 | 5 031 | 6 066 | 6 904 | 6 121 | 10 862 |

## Pamětihodnosti

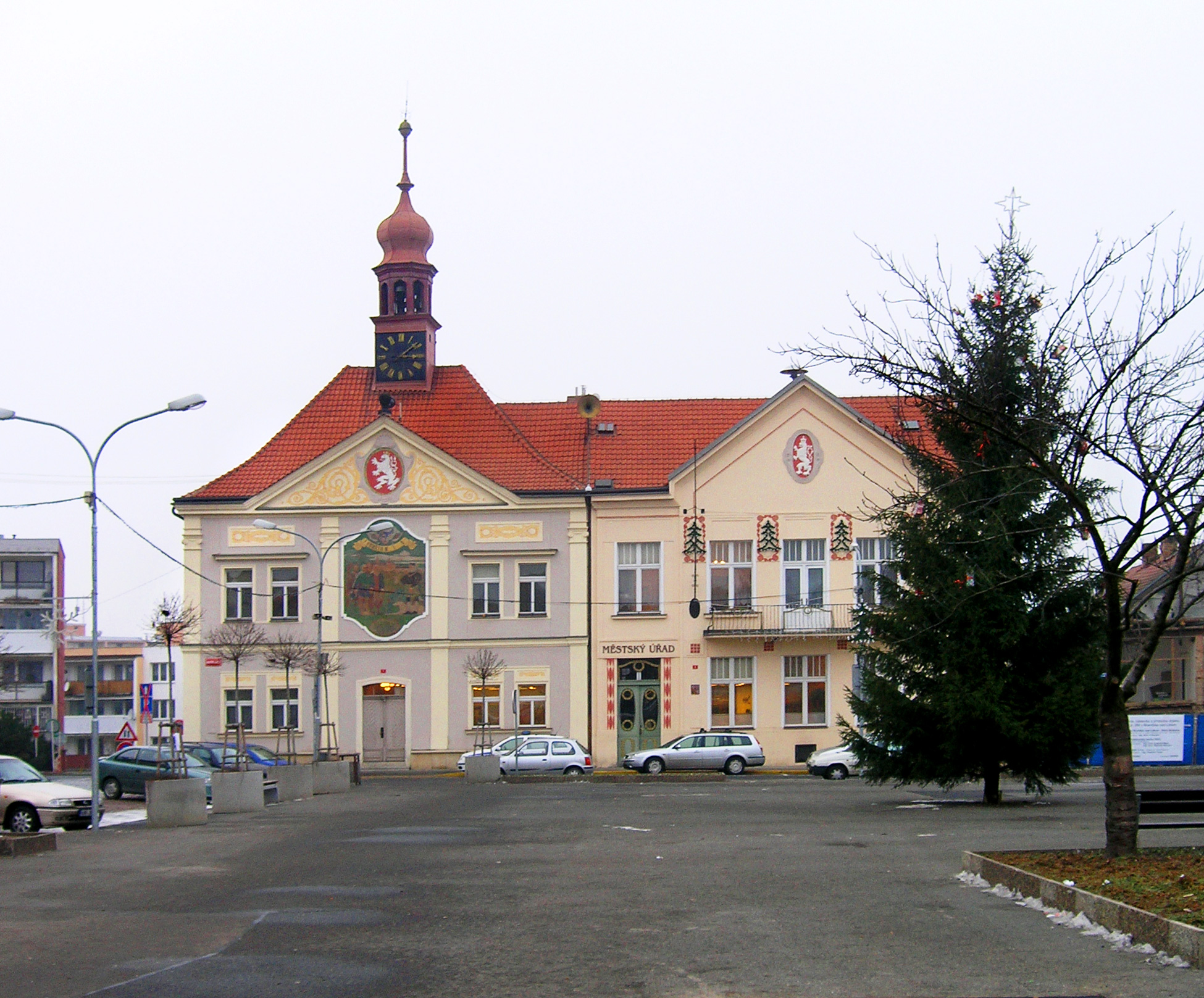
Radnice na Masarykově náměstí v Brandýse nad Labem

- zámek se zahradou, na starších základech dobudoval Giovanni Maria Filippi v letech 1602–1606
- socha sv. Václava s praporcem, nad Labem a mlýnem na severní rampě zámku
- mlýn v podzámčí – se svými jedenácti mlýnskými koly patřil k největším v Čechách
- Kamenný most z  let 1600-1604 se sochou sv. Jana Nepomuckého
- Zámecký pivovar navrhl a postavil Kilián Ignác Dientzenhofer.
- lesopark Ostrůvek na labském ostrově, který přiléhá k Brandýsu nad Labem
- kostel sv. Vavřince – gotická památka s dochovanou freskovou výzdobou ze 14. století, později barokně přestavěný
- gotický kostel sv. Petra
- renesanční katolický kostel Obrácení sv. Pavla – původně sbor Jednoty bratrské, postavil Matteo Borgorelli v letech 1541–1542 (působil zde Jan Černý-Nigranus)
- některé obytné domy na Masarykově náměstí
- katovna s psaníčkovými sgrafity
- renesanční tzv. Arnoldinovský dům na Masarykově náměstí (dnes Oblastní muzeum Praha-východ o.p.)
- barokní děkanství a zvonici u katolického kostela z roku 1773
- židovský hřbitov založený roku 1568, jeden z nejstarších v Česku
- židovská synagoga
- obnovený pomník prezidenta Masaryka, jejž vytvořil Břetislav Benda, před budovou gymnázia (socha z roku 1968 byla v roce 1989 nalezena pod uhlím a starými pneumatikami ve sklepích zámku v Nelahozevsi a znovuodhalena před budovou někdejšího okresního soudu – dnes Pedagogické fakulty UK 18. září 1993)
- barokní kaple vlevo při státní silnici přes mosty do Staré Boleslavi

## Pověsti
Zvony z Klecan byly zapůjčeny do Brandýsa nad Labem k příležitosti vysvěcení tamního kostela sv. Václava. Zvony se však v noci vracely zpět do své obce. Při letu si zpívaly: „Hou–hou! Klecanské zvony jdou! Jdou – jdou!“ Když letěly přes Labe, jel po mostě bezbožný kočí, jemuž se bič zapletl do srdce jednoho ze zvonů. Kočí zlostně zaklel, zvony smutně zapěly: „Jdou! Jdou! Nedojdou!“ a zapadly do tůně. Jednoho dne tam pradlena máchala prádlo a jeden zvon se jí do něj zachytil. Pradlena leknutím vykřikla a zvon se potopil navždy. Dodnes je prý v korytě starého Labe v tůni pod jezem možno vidět na dně zvony nebo při úplňku slyšet jejich smutné vyzvánění: „Jdou! Jdou! Nedojdou!“

## Osobnosti
Narodili se zde např.
- Karel Haak (1853–1937), skladatel
- Václav Husa (1906–1965), archivář, historik, pedagog
- Mikuláš Karlach (1831–1911), vyšehradský probošt
- Rudolf Kirs (1915–1963), violoncellista
- Adolf Kramenič (1889–1953), varhaník a skladatel
- Jiří Kulhánek (* 1967), spisovatel
- Barbora Laláková (* 1981), přebornice ve skoku do výšky
- Karel Macháček (1916–2005), vojenský lékař
- Dalibor Mlejnský (* 1969), pražský komunální politik
- Karel Plischke (1862–1899), etnograf
- Justin Václav Prášek (1853–1924), historik a orientalista
- David Rikl (* 1971), tenista
- Ludvík Seyvalter (1857–1937), kněz, filantrop a politik
- Ivan Skála (1922–1997), básník a komunistický funkcionář
- Alžběta Skálová (* 1982), grafička a ilustrátorka
- Karel Šebor (1843–1903), houslista a skladatel
- Jan Tesánek (1728–1788), kněz, matematik a astronom
- Vendula Vartová-Eliášová (* 1974), básnířka, překladatelka a publicistka
- Ondřej Synek sportovní veslař
- Oto Biederman, sériový vrah

Žili zde mimo jiné
- Karel I., poslední rakouský císař, sloužil zde v armádě
- Ludvík Salvátor Toskánský, rakouský arcivévoda, cestovatel a etnograf, majitel brandýského zámku; strávil zde poslední léta života
- Leo Vaniš, výtvarný umělec a spisovatel, působil zde v letech 1999–2006, debutoval v zdejším muzeu expozicí ilustrací, strávil zde studijní léta. Vanišova tvorba je ovlivněna Polabím.
- Jeho otec – pražský univerzitní výtvarník Leo Vaniš zde vyučoval řadu let na tehdejším Pedagogickém institutu malbu.
- Zuzana Čížková – sochařka a malířka, v Brandýse nad Labem vyrůstala a v letech 2005–2011 měla ve Staré Boleslavi svůj ateliér.
- Stanislav Rudolf, spisovatel, autor především dívčích románů, scenárista, redaktor, filmový dramaturg. V Brandýse nad Labem žije od 60. let XX. století, kdy zde také přednášel na Pedagogické fakultě UK.
- Eduard Petiška, spisovatel, autor Starých řeckých bájí a pověstí
- Martin Petiška, spisovatel science fiction
- Antonín Bečvář, astronom a klimatolog
- František Karel Drahoňovský, obrozenecký humorista
- Vojtěch Rakous, český spisovatel
- Vojta Beneš, spisovatel, učitel, politik, účastník všech 3 odbojů, bratr Edvarda Beneše

Souvislost s
- Louis Brandeis (1851–1941), americký právník, soudce a předseda Nejvyššího soudu USA, po němž je pojmenována Brandeis University.[7]